# Cherimoya
De cherimoya (Annona cherimola) is een tropische plant uit de familie Annonaceae
De plant komt oorspronkelijk voor in de hooglandvalleien van de Andes in Peru, Ecuador, Colombia en Bolivia tussen 1000 en 2000 meter hoogte. De vrucht wordt veel in Chili geteeld en het land is een van de grootste exporteurs van cherimoya in de regio. De noordelijkste teeltgebieden zijn het Middellandse Zeegebied (Spanje en Israël) en China. De vrucht behoort tot de groep van tropische roomappels en wordt ook wel de Jamaica-appel genoemd.
De evaluatie van 20 locaties in de provincie Loja, Ecuador, wees op bepaalde groeivoorkeur van wilde cherimoya, waaronder een hoogte tussen 1500-2000 meter, een optimaal jaarlijks temperatuurbereik van 18-20 °C (64-68 °F), jaarlijkse neerslag tussen 800-1000 millimeter, en bodems met een hoog zandgehalte en licht zure eigenschappen met een pH tussen 5 en 6,5.
Het is een in droge tijden bladverliezende struik of kleine boom, die 9 meter hoog kan worden. De bladeren zijn alternerend, enkelvoudig, langwerpig en zijn 7-15 cm lang en 6-10 cm breed. De plant werpt meerdere malen per jaar zijn bladeren af waaronder in de lente. De bloemen groeien in kleine clusters, en zijn 2-3 cm breed, met zes bloemblaadjes en zijn geel-bruin van kleur met vaak paarse puntjes in de basis.
De verzamelvruchten zijn ovaal, vaak lichtelijk langwerping en hartvormig, 10-20 cm lang en met een diameter van 7-10 cm, met een leerachtige, gladde groene schil. Het vruchtvlees is wit met vele zwarte pitten en zeer zoet. Toch bevat de vrucht maar 13 g koolhydraten en 62 kcal per 100 gram. De pulp is wit, sappig, het heeft een aromatische, lichtzure smaak, soms beschreven als een mix van ananas, mango en aardbei.
Deze vrucht wordt ook steeds vaker in Nederland en België op markten, in supermarkten en in toko's verkocht. In de omgeving van Motril (Spanje) wordt er een fruitige likeur van de cherimoya gemaakt.

## Fotogalerij

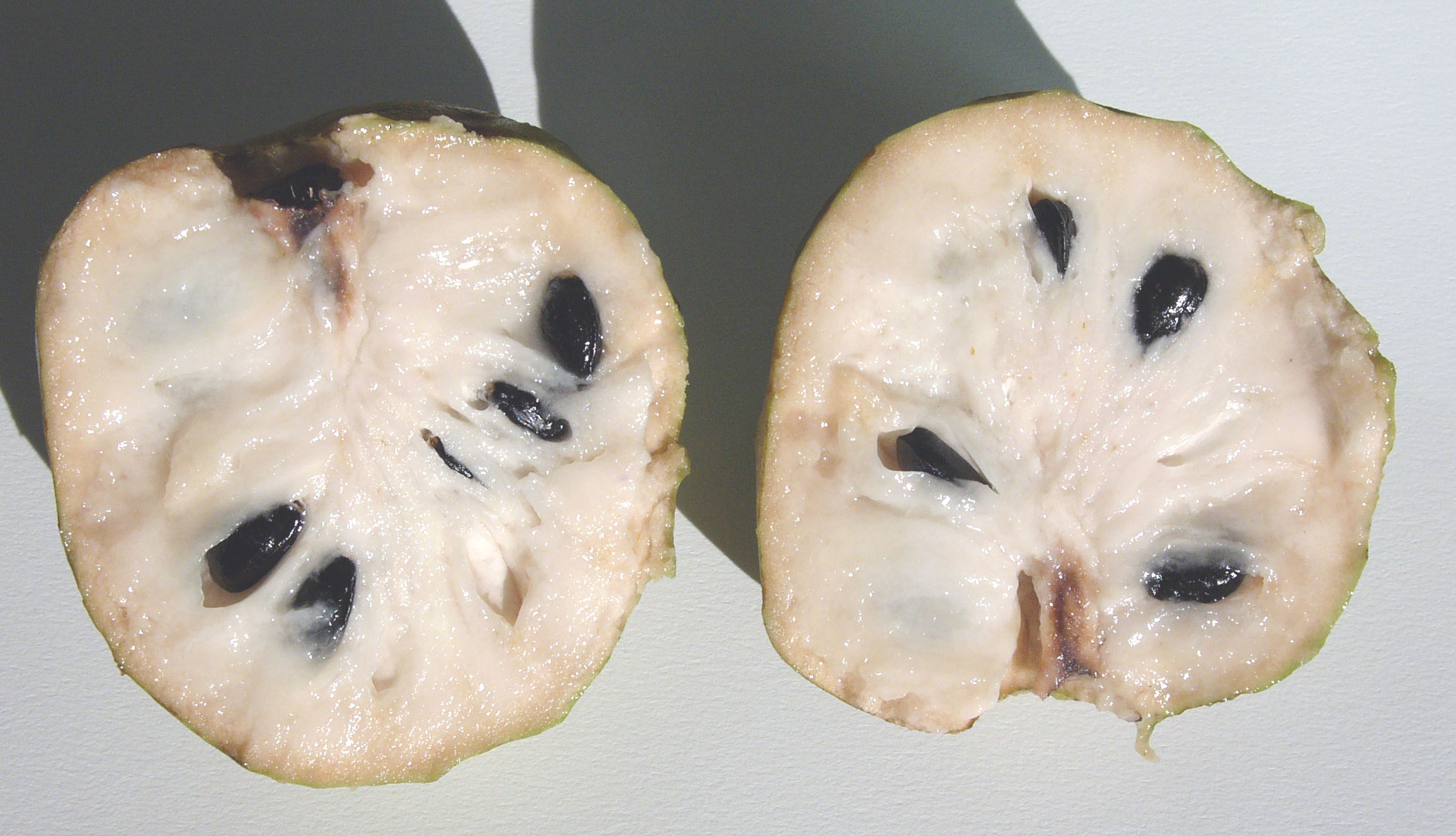
Doorsnede
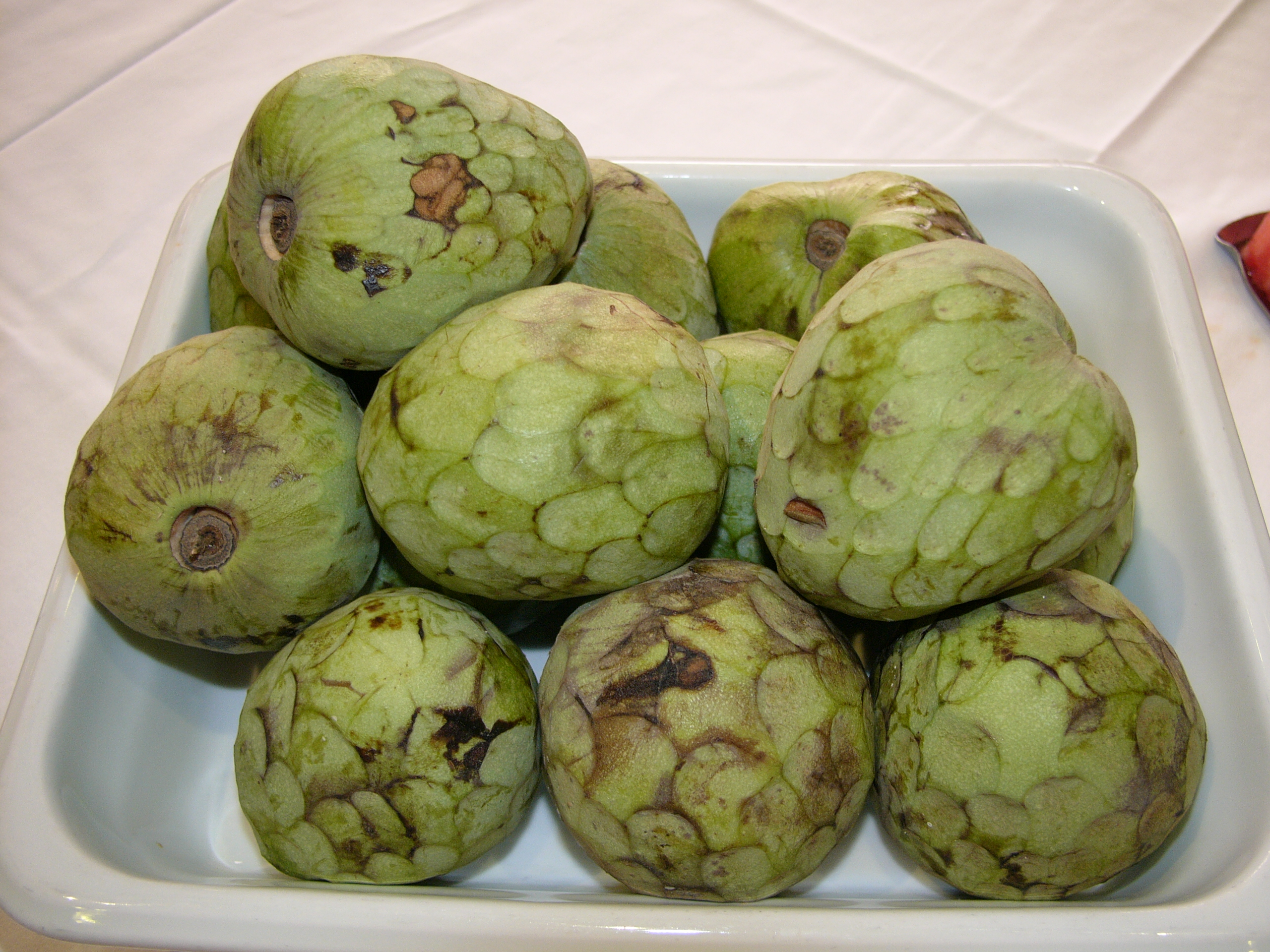
Rijpe vruchten
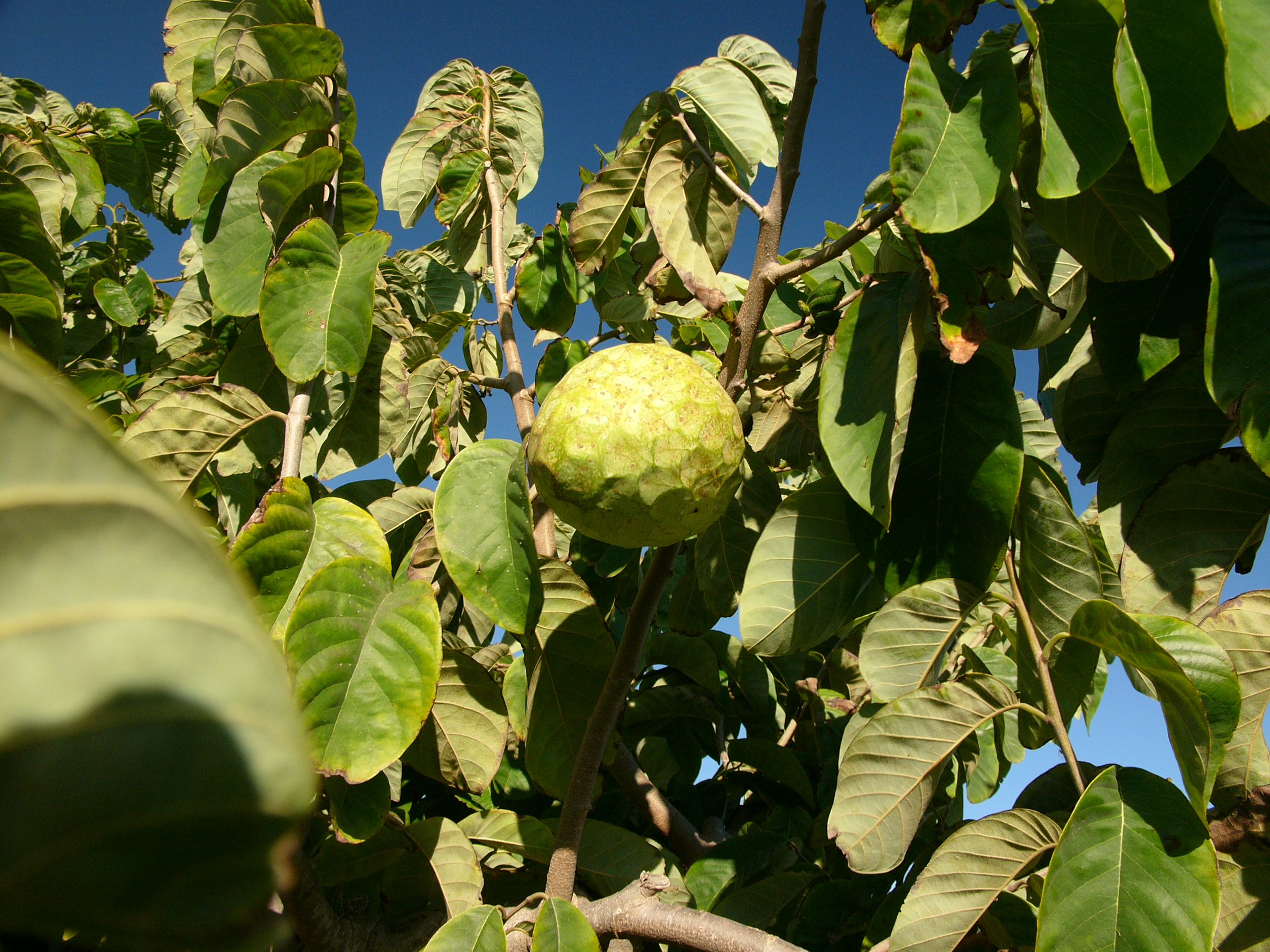
Boom
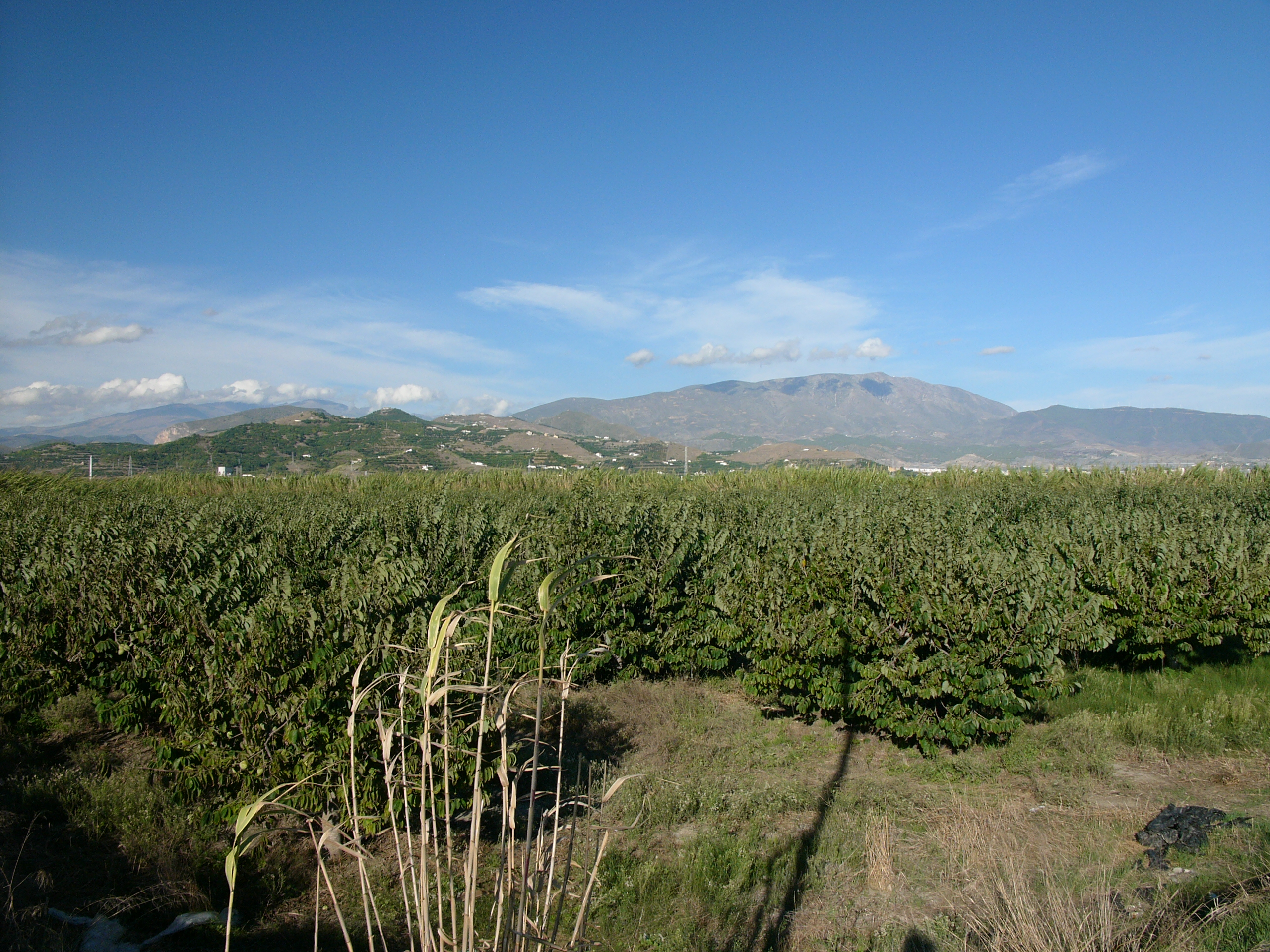
Plantage in zuid Andalusië
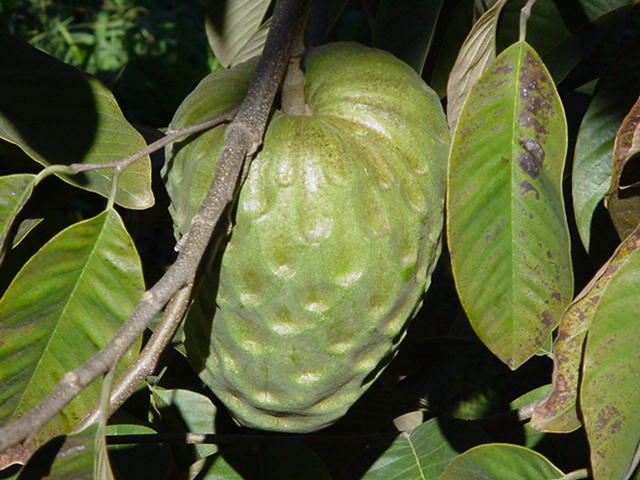
Cherimoya geteeld in Brazilië
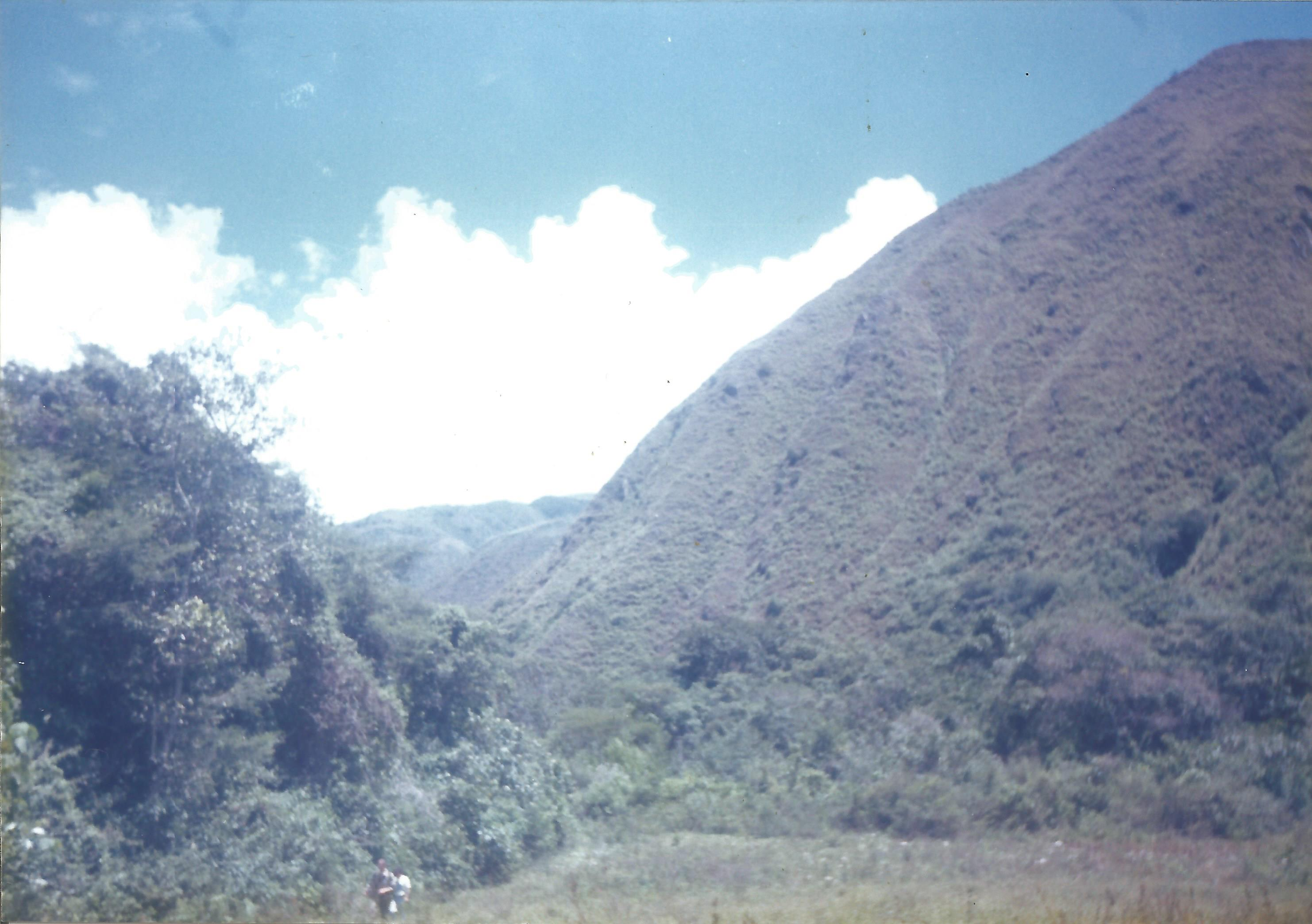
Gebied van wilde cherimoyas in Vilcabamba, Ecuador
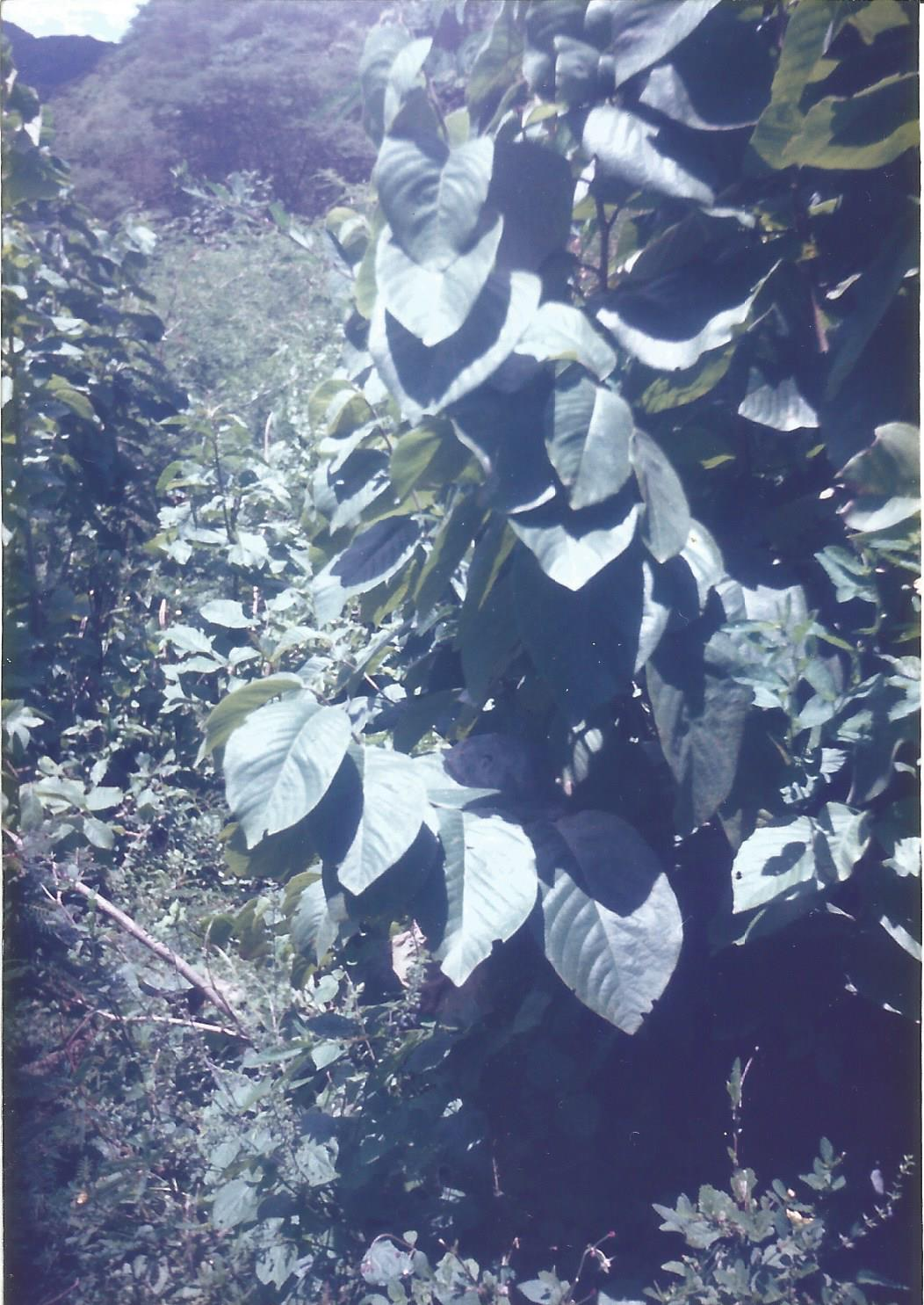
Wilde planten van cherimoya in Vilcabamba, Ecuador.